# Talia Balsam
Talia Balsam (Nueva York, 5 de marzo de 1959) es una actriz de televisión, cine y teatro estadounidense.

## Primeros años
Talia Balsam nació en 1959, es hija única de los actores Martin Balsam y Joyce Van Patten. 

## Trayectoria artística
Balsam debutó en televisión en 1977 con Alexander: The Other Side of Dawn. Su siguiente trabajo protagonista en TV fue Survival of Dana. Aparecería después en episodios de Happy Days, Taxi, Family Ties, "La ley y el orden ",Thirtysomething, Se ha escrito un crimen (Murder, She Wrote), Almost Perfect, Archie Bunker's Place, L.A. Doctors o Tour of Duty. Recientemente, ha obtenido un papel recurrente en la serie Sin rastro (Without a Trace), como la esposa de Anthony LaPaglia. También es una presencia habitual en la exitosa serie de AMC (canal de televisión) Mad Men, en la que tiene el papel de Mona Sterling, en esta coincide en el reparto con su actual esposo, John Slattery.
En teatro, Balsam debutó en Broadway en la obra de Neil Simon Jake's Women (1992), ganando el Theatre World Award por su interpretación.
En cine, la filmografía de Balsam incluye Mass Appeal, Crawlspace, Killer Instinct, Little Manhattan, All the King's Men, y The Wackness. En 2021, dirigió uno de los cortometrajes que conforman el filme Everything I ever wanted to tell my daughter about men, centrado en violencia doméstica y consentimiento.

## Vida personal
Balsam estuvo casada con el actor George Clooney entre 1989 y 1993. Se casó en 1998 con John Slattery, con quien tiene un hijo.

## Filmografía
| Año  | Película                    | Papel              | Notas                   |
| ---- | --------------------------- | ------------------ | ----------------------- |
| 2023 | Late Bloomers               | Dorothy            |                         |
| 2022 | Master                      | Diandra            |                         |
| 2021 | The Many Saints of Newark   | Mrs. Jarecki       |                         |
| 2021 | With/In                     |                    | Segmento 'Intersection' |
| 2020 | Worth                       | Dede Feinberg      |                         |
| 2019 | The Climb                   | Suzi               |                         |
|      | South Mountain              | Lila               |                         |
| 2016 | Little Men                  | Audrey             |                         |
| 2015 | The Girl in the Book        | Mamá               |                         |
|      | Don't Worry Baby            | Miriam Lang        |                         |
| 2011 | No Strings Attached         | Sandra Kurtzman    |                         |
|      | Return                      | Julie              |                         |
| 2010 | Betty Anne Waters           | Abogada            |                         |
| 2009 | Killing the Joneses         |                    | Cortometraje            |
| 2008 | The Wackness                | Mrs. Shapiro       |                         |
| 2007 | The cake eaters             | Violet Kaminski    |                         |
| 2006 | All the King's Men          | Lucy Stark         |                         |
| 2005 | Little Manhattan            | Jackie Telesco     |                         |
| 2002 | Emmett's Mark               | Suzanne            |                         |
| 1999 | Valerie Flake               | Linda              |                         |
| 1996 | Camp Stories                | Mary               |                         |
| 1995 | Coldblooded                 | Jean Alexander     |                         |
| 1991 | The Walter Ego              | Susie              |                         |
| 1991 | Killer Instinct             | Emma               |                         |
| 1989 | Trust Me                    | Catherine Walker   |                         |
| 1987 | In the mood                 | Judy               |                         |
| 1987 | P.I. Private Investigations | Jenny Fox          |                         |
| 1987 | The Kindred                 | Sharon Raymond     |                         |
| 1986 | The Supernaturals           | Pvt. Angela Lejune |                         |
| 1986 | Crawlspace                  | Lori Bancroft      |                         |
| 1984 | Mass Appeal                 | Liz Dolson         |                         |
| 1984 | Calamity Jane               | Jean Irene O'Neill | Película de televisión  |
| 1979 | Sunnyside                   | Ann Rosario        |                         |

| Año       | Serie                         | Papel                          | Notas        |
| --------- | ----------------------------- | ------------------------------ | ------------ |
| 2023      | Wilderness                    | Bonnie                         | 6 episodios  |
| 2021      | The Premise                   | Prosecutor                     | 1 episodio   |
| 2021      | Girls5eva                     | Talia Balsam                   | 1 episodio   |
| 2016-2019 | Divorce                       | Dallas                         | 24 episodios |
| 2015-2017 | Z: The Beginning of Everthing | Anne Ober                      | 2 episodios  |
| 2014      | The Newsroom                  | Toni Dodd                      | 1 episodio   |
| 2007-2014 | Mad Men                       | Mona Sterling                  | 14 episodios |
| 2013-2014 | The Good Wife                 | Anne Stevens                   | 2 episodios  |
| 2013      | Elementary                    | Cheryl Gregson                 | 1 episodio   |
| 2012      | Homeland                      | Cynthia Walden                 | 4 episodios  |
| 2011      | Nurse Jackie                  | La terapeuta de Grace          | 1 episodio   |
| 2010      | Treme                         | Carla Hall                     | 1 episodio   |
| 2009      | FlashForward                  | Cirujana Anita Ralston         | 1 episodio   |
| 2008      | Wainy Days                    | Carol                          | 1 episodio   |
| 2006      | Law & Order: Criminal Intent  | Victoria Carson                | 1 episodio   |
| 2005      | Commander in Chief            | Ruth                           | 1 episodio   |
| 2003-2004 | Without a Trace               | Maria Malone                   | 7 episodios  |
| 2003      | K Street                      | Gail                           | 4 episodios  |
| 2003      | Third Watch                   | Mrs. Beckman                   | 1 episodio   |
| 2000      | The $treet                    | Mrs. Nicole Mason              | 1 episodio   |
| 1999      | Ally McBeal                   | Sheila Kent                    | 1 episodio   |
| 1998-1999 | L.A. Doctors                  | Julie Lonner                   | 7 episodios  |
| 1998      | Love Boat: The Next Wave      | Diana Wilson                   | 1 episodio   |
| 1998      | Nothing Sacred                | Laura                          | 1 episodio   |
| 1997-1998 | Profiler                      | Monica Sikes                   | 2 episodios  |
| 1992-1996 | Law & Order                   | Teri Marks, Turner             | 2 episodios  |
| 1995      | Almost Perfect                | Jeannie Gutherie               | 3 episodios  |
| 1995      | Touched by an Angel           | Dra. Joanne Glassberg          | 1 episodio   |
| 1995      | Diagnosis Murder              | Tonya Gilpin                   | 1 episodio   |
| 1993      | Mad about you                 | Debbie                         | 1 episodio   |
| 1991      | Jake and the Fat Man          | Cathy Reno                     | 1 episodio   |
| 1991      | Stat                          | Rita Falco                     | 1 episodio   |
| 1991      | Life goes on                  | Ms. Melanie Karlsen            | 1 episodio   |
| 1990      | Room for Romance              |                                | 1 episodio   |
| 1985-1990 | Murder, She Wrote             | Julia Pritzer, Debbie Delancey | 2 episodios  |
| 1989-1990 | Thirtysomething               | Paige                          | 2 episodios  |
| 1988      | Tour of Duty                  | Vickie Adams                   | 1 episodio   |
| 1987      | Tales from the Darkside       | Gail                           | 1 episodio   |
| 1984      | Punky Brewster                | Randi Mitchell                 | 2 episodios  |
| 1984      | Magnum, P.I.                  | Emily Jackson                  | 1 episodio   |
| 1983      | Family Ties                   | Carrie Newman                  | 1 episodio   |